# Tranh tố nữ

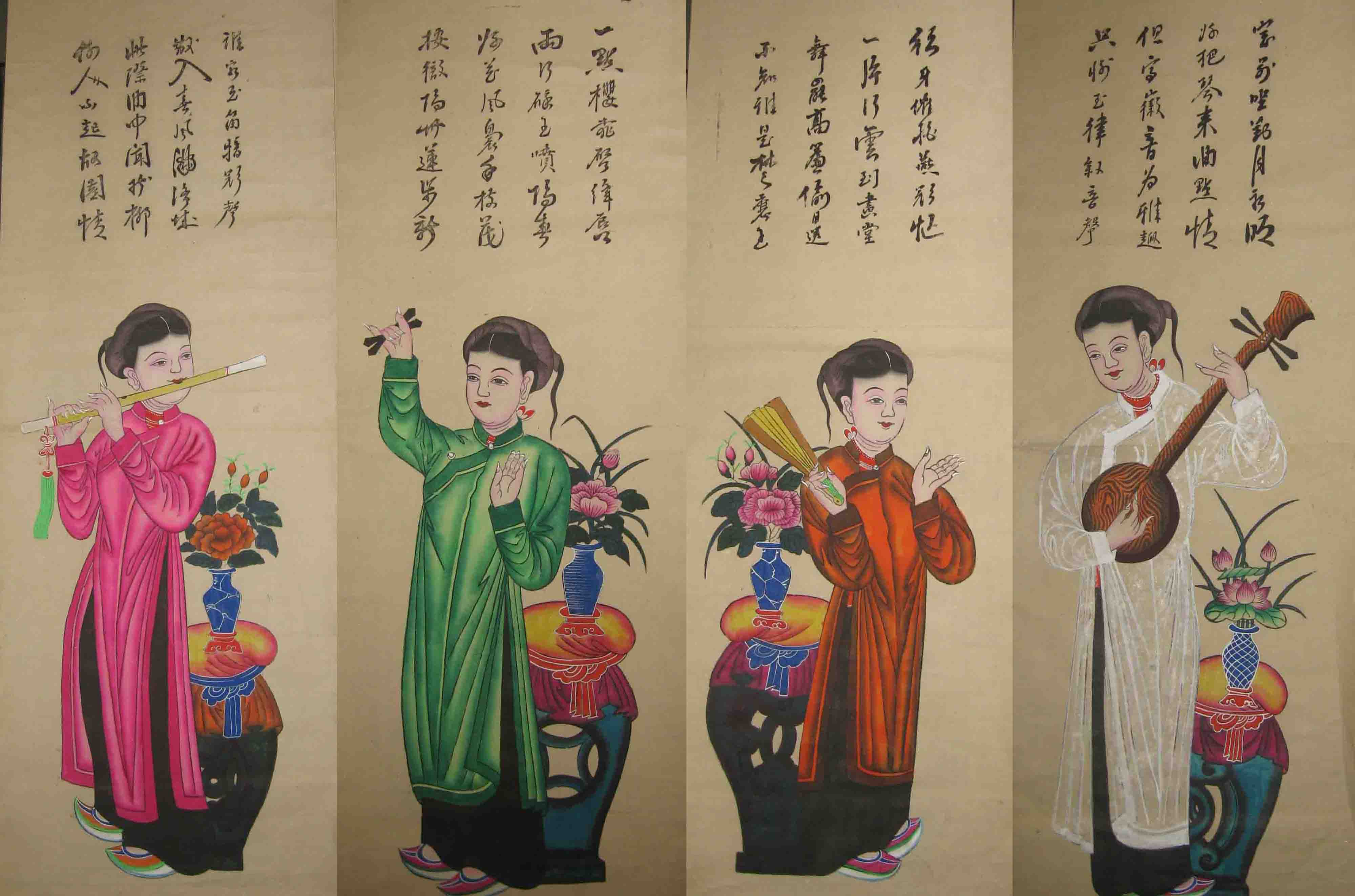
Tố Nữ Đồ, 4 thiếu nữ áo ngũ thân thời Nguyễn (tranh Hàng Trống thời Nguyễn).

Tố nữ đồ (Hán tự: 素女圖) thuộc thể loại tranh Tứ Bình (gồm 4 bức tranh), thể hiện 4 thiếu nữ Việt Nam có trang phục xưa, vấn tóc đuôi gà, mặc áo ngũ thân thời Nguyễn và đều đang đứng với 4 cử chỉ khác nhau: cô thổi sáo, cô cầm sênh tiền, cô cầm quạt và cô gảy đàn nguyệt. Mỗi người một vẻ đẹp và mang nét mặt thể hiện tâm hồn thiếu nữ Việt Nam xưa. Trong đó, mỗi bức tranh kèm theo 1 bài thơ thất ngôn tứ tuyệt viết bằng Hán tự.
Có một dị bản của bộ tranh tứ bình này: cô thổi sáo, cô kéo nhị, cô gảy đàn tỳ bà và cô gảy đàn nguyệt. Dị bản đó có giả thiết cho rằng nó là dòng tranh Đông Hồ (EFEO - Viện Viễn đông Bác cổ Pháp). Cũng có dị bản khác, thể hiện 4 thiếu nữ Việt Nam có trang phục xưa, đội khăn mỏ quạ, mặc áo tứ thân và đều đang đứng với 4 cử chỉ khác nhau: cô gảy đàn, cô cầm quạt, cô mang nón quai thao và cô bưng cơi trầu.
Bộ tranh này đậm nét văn hoá Việt Nam, là một trong những đề tài tiêu biểu của dòng tranh dân gian Hàng Trống.

## Mô tả
Nữ sĩ Hồ Xuân Hương đã làm bài thơ Đề tranh Tố Nữ:
Hỏi bao nhiêu tuổi hỡi cô mình
Chị cũng xinh mà em cũng xinh
Đôi lứa như in tờ giấy trắng
Ngàn năm còn mãi cái xuân xanh
Xiếu mai chi dám tình trăng gió
Bồ liễu thôi đành phận mỏng manh
Còn thú vui kia sao chẳng vẽ
Trách người thợ vẽ khéo vô tình
Nhà thơ Chế Lan Viên cũng có nhắc đến bức tranh này trong thơ của mình:
Điệu lục bát và màu xanh nơi ruộng rẫy
Bức tranh làng Hồ, cô tố nữ dáng quê hương...

## Phần chữ trong tranh
Có giả thiết cho rằng "Tố nữ đồ" có xuất xứ từ tranh tứ đại mỹ nhân Trung Quốc.
Trong dân gian có câu truyện Bích Câu kỳ ngộ liên quan đến Tố Nữ đồ. Truyện kể rằng vào đời Lê Thánh Tông, có một thư sinh tên là Trần Tú Uyên. Khi đi chơi chợ Cầu Đông, chàng đã mê mẩn bức Tố Nữ đồ và mua, đem về nhà treo ở thư phòng. Rồi cứ mỗi bữa ăn, chàng lại dọn hai cái bát, hai đôi đũa, mời Tố Nữ cùng ăn và thỉnh thoảng lại chuyện trò, đối đãi như người thực. Một hôm Tú Uyên ở trường học về, thấy mâm cơm đã dọn sẵn. Hôm sau chàng giả cách ra đi, nhưng lẻn về đứng rình một chỗ. Quả nhiên, thấy Tố Nữ trong tranh hiện ra thành người thực...
Dưới đây là bản bằng chữ Hán, phiên tiếng Hán Việt và lược dịch tiếng Việt của bốn bài thơ trên:
| CÔ THỔI SÁO | CÔ CẦM SÊNH | CÔ CẦM QUẬT | CÔ GẢY ĐÀN |
| --- | --- | --- | --- |
| Nguyên văn: 誰家玉笛暗飛聲 散入春風滿洛城 此際曲中聞折柳 何人不起故園情 . Phiên âm: Thùy gia ngọc địch ám phi thanh Tán nhập xuân phong mãn Lạc Thành Thử dạ khúc Trung văn chiết liễu Hà nhân bất khởi cố viên tình . Lược dịch: Nhà ai sáo ngọc tiếng mơ màng Theo gió xuân vào khắp Lạc – Dương Văng vẳng đêm nay bài "Chiết liễu" Ai người không chạnh nỗi tha hương | Nguyên văn: 紅牙催拍燕飛忙 一片行雲到畫堂 舞罷高簾偷目送 不知誰是楚襄王 . Phiên âm: Hồng nha thôi phách yến phi mang Nhất phiến hành vân đáo họa đường Vũ bãi, cao liêm thâu mực tống Bất tri thùy thị Sở Tương Vương . Lược dịch: Thẻ hồng dồn phách én bay phăng Lững thững guồng mây đến họa đường Múa hết, rèm cao đưa khóc hạnh Chẳng ai hay đó Sở Tương Vương | Nguyên văn: 一點櫻桃起絳唇 兩行碎玉噴陽春 好花風裊年枝茂 按徹揚州蓮步新 . Phiên âm: Nhất điểm anh đào khải giáng thuần Lưỡng hàng toái ngọc phuốn dương xuân Hảo hoa phong niểu niên chi mậu Án triệt Dương châu liên bộ tân . Lược dịch: Môi son vừa hé nụ anh đào Răng ngọc hai hàng nhả điệu cao Trước gió nghìn cành hoa nhún nhảy Gót sen lần nhịp đến Dương Châu | Nguyên văn: 窓前坐對月初鳴 好把琴來曲點情 但寫徽音為雅趣 只將玉律敘音聲 . Phiên âm: Song tiền tọa đối nguyệt sơ minh Hảo bả cầm lai khúc điểm tình Đãn tả huy âm vi nhã thú Chỉ tương ngọc luật tự âm thanh . Lược dịch: Trước song ngồi ngắm nguyệt đầu canh Ôm chiếc cầm trăng dạo khúc tình Hễ cứ đánh đàn làm nhã thú Lại đem ngọc luật tựa âm thanh |

## Ảnh hưởng
Trong vở diễn thực cảnh "Tinh hoa Bắc Bộ" ở Sài Sơn - Hà Nội có phần phân cảnh Nhạc - Hoạ; lấy cảm hứng từ bài thơ "Tranh tố nữ" của nữ sĩ Hồ Xuân Hương, trên nền mặt hồ tối, 4 bức tứ bình tố nữ xuất hiện mờ ảo. Phân cảnh này sử dụng hiệu ứng 3D Mapping để tạo nên hình ảnh chân thực nhất trên mặt hồ cũng chính là sân khấu của vở diễn. 4 cô gái thể hiện các loại nhạc cụ khác nhau trong âm nhạc truyền thống Việt Nam bao gồm: Sáo, đàn tỳ bà, đàn nhị và đàn nguyệt. Đây là phân cảnh đẹp nhất khi đàn tiên nữ ùa vào sân khấu và thể hiện những điệu múa uyển chuyển trên mặt nước, cùng với đó khắc hoạ những tinh tuý của làng nghề tranh dân gian Bắc Bộ.
MV "Em tôi" của nhạc sĩ Thuận Yến được thể hiện bởi ca sĩ Thanh Lam trong chương trình "VTV bài hát tôi yêu" lấy bối cảnh từ một ngôi nhà cổ ở vùng đồng bằng Bắc Bộ, nổi bật nhất chính là bốn bức tranh tố nữ xuất hiện trong đêm tối.